# Островское сельское поселение (Крым)
Островское се́льское поселе́ние (укр. Островське сільське поселення, крымскотат. Къыят кой юрту, Qıyat köy yurtu) — муниципальное образование в составе Первомайского района Республики Крым России.

## География
Поселение расположено на северо-востоке района, в степном Крыму, в долине реки Чатырлык, примыкая на востоке к Джанкойскому и на севере к Красноперекопскому районам. Граничит на юге с Абрикосовским и на западе с Крестьяновским сельскими поселениями.
Площадь поселения 74,95 км².
Основная транспортная магистраль: автодорога 35Н-406 от шоссе 35А-001 (граница с Украиной — Джанкой — Феодосия — Керчь) (по украинской классификации — С-0-11021).

## Население
| 2001  | 2014  | 2015  | 2016  | 2017  | 2018  | 2019  |
| ----- | ----- | ----- | ----- | ----- | ----- | ----- |
| 2394  | ↘1737 | ↗1741 | ↘1727 | ↘1704 | ↘1674 | ↘1620 |
| 2020  | 2021  |       |       |       |       |       |
| ↘1592 | ↘1565 |       |       |       |       |       |

## Состав сельского поселения
Поселение включает 3 населённых пункта:
| № | Населённый пункт | Тип населённого пункта | Население на 2014 год |
| - | ---------------- | ---------------------- | --------------------- |
| 1 | Мельничное       | село                   | ↘297                  |
| 2 | Островское       | село, центр            | ↘1123                 |
| 3 | Снегирёвка       | село                   | ↘317                  |

## История
Судя по доступным историческим документам, в 1950-х годах был создан Островский сельский совет, поскольку на 15 июня 1960 года он уже существовал и включал населённые пункты:

| - Знаменка - Крестьяновка | - Мельничное - Новая Деревня | - Островское - Снегирёвка | - Столбцы - Хорошево |

Указом Президиума Верховного Совета УССР «Об укрупнении сельских районов Крымской области», от 30 декабря 1962 года был упразднён Первомайский район и село присоединили к Красноперекопскому. 8 декабря 1966 года был восстановлен Первомайский район, к 1 января 1968 года Столбцы присоединили к Мельничному, Знаменка и Хорошево были упразднены, в совет добавились Братское, Абрикосово. К 1 января 1977 года был восстановлен Крестьяновский сельсовет, в декабре 1991 года образован Абрикосовский сельсовет.
С 12 февраля 1991 года сельсовет в восстановленной Крымской АССР, 26 февраля 1992 года переименованной в Автономную Республику Крым. По Всеукраинской переписи 2001 года население совета составило 2394 человек. С 21 марта 2014 года в составе Крыма аннексировано Россией. Законом «Об установлении границ муниципальных образований и статусе муниципальных образований в Республике Крым» от 4 июня 2014 года территория административной единицы была объявлена муниципальным образованием со статусом сельского поселения.